# نورمن دینزدیل
نورمن دینزدیل (انگلیسی: Norman Dinsdale; ۲۰ ژوئن ۱۸۹۸ – ۱۹۷۰ (۷۱−۷۲ سال)) بازیکن فوتبال اهل بریتانیا بود.
از باشگاه‌هایی که در آن بازی کرده‌است می‌توان به باشگاه فوتبال بریستول راورز، باشگاه فوتبال کاونتری سیتی، و باشگاه فوتبال نوتس کانتی اشاره کرد.